# Максима (филозофија)
Максима је морално правило или принцип који се може сматрати зависним од нечије филозофије. Максима је често педагошка и мотивише одређене поступке. Сајмон Блекберн је у Оксфордском речнику филозофије генерално дефинише као:
"било које једноставно и незаборавно правило или водич за живот ... повезано са једноставним „народним“ или „писаним“ приступом моралу",
наводећи као примере:
- „ни прималац ни поверилац не бити“;
- Тенисонова „мала залиха максима које проповедају низ срце ћерке“, из његове песме Локсли Хол из 1835. године.

Блекберн такође напомиње да се, према употреби Имануела Канта,
"свака радња одвија према максими или субјективном принципу у складу са којим се извршава, и управо је максима та која одређује моралну вредност било које радње[.] Први облик категоричког императива тврди да се може рећи да ли је радња исправна тако што се види да ли се њена максима може доследно желети да буде универзални закон."

## Библијска употреба
Апохифална Књига Сирахова назива „изреке мудрих“ изрекама које треба чувати, јер ћеш „из њих научити дисциплину и како служити кнезовима“.

## Деонтолошка етика
У деонтолошкој етици, углавном у Кантовој етици, максиме се схватају као субјективни принципи деловања. Сматра се да је максима део мисаоног процеса агента за сваку рационалну акцију, што у свом стандардном облику указује на: (1) радња, или врста радње; (2) услови под којима се то треба учинити; и (3) циљ или сврха која се жели постићи радњом или мотив. Максима радње се често назива намером агента. У Кантовој етици, категорички императив пружа тест максима за утврђивање да ли су радње на које се односе исправне, погрешне или дозвољене.
Категорички императив се канонски формулише као: „Делуј само према оном максими према коме можеш, истовремено, желети да то постане универзални закон.“

У својој књизи Критика практичног ума, Имануел Кант је дао следећи пример максиме и како применити тест категоричког императива:
На пример, поставио сам себи максиму да повећам своје богатство на било који безбедан начин. Сада имам депозит у рукама, чији је власник умро и није оставио никакав запис о њему... Стога примењујем максиму на овај случај и питам се да ли би он заиста могао да поприми облик закона, и последично, да ли бих могао да кроз своју максиму истовремено дам такав закон као што је овај: да свако може да порекне депозит за који нико не може да докаже да је положен. Одмах постајем свестан да би такав принцип, као закон, сам себе уништио, јер би довео до тога да уопште не би било депозита.
Такође, каже се да радња има „моралну вредност“ ако максима на основу које агент делује наводи сврху усклађивања са моралним захтевом. То јест, нечија радња има моралну вредност када она испуњава своју дужност искључиво због дужности или чини праву ствар из правог разлога. Сам Кант је веровао да је немогуће знати да ли је нечија радња икада имала моралну вредност. Некоме би се могло чинити да је деловао искључиво „из дужности“, али то увек може бити илузија личног интереса: жеље да себе види у најбољем, најплеменитијем светлу. Ово указује на то да агенти нису увек најбоље судије сопствених максима или мотива.

## Лично знање
Мајкл Полањи, у свом опису прећутног знања, наглашава важност максиме у фокусирању и експлицитних и имплицитних начина разумевања. „Максиме су правила, чија је исправна примена део вештине којом управљају... Максиме могу функционисати само у оквиру личног (тј. искуственог) знања“.